# Gerhard Herzberg

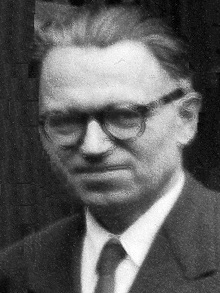
Gerhard Herzberg (1952)

Gerhard Herzberg, PC, CC (* 25. Dezember 1904 in Hamburg; † 3. März 1999 in Ottawa, Kanada) war ein deutsch-kanadischer Chemiker und Physiker. Er erhielt 1971 den Nobelpreis für Chemie.

## Leben
Gerhard Herzberg war von 1915 bis zum Abitur 1924 Schüler des Realgymnasiums des Johanneums zu Hamburg. Er studierte von 1924 bis 1928 an der Technischen Hochschule Darmstadt, wo er auch 1928 mit einer Arbeit Über das Nachleuchten von Stickstoff und Sauerstoff und über die Struktur der negativen Stickstoffbanden zum Dr.-Ing. promoviert wurde. Anschließend arbeitete er von 1928 bis 1929 in Göttingen und von 1929 bis 1930 in Bristol. Von 1930 bis 1935 war er als zweiter Assistent von Hans Rau und Privatdozent an der TH Darmstadt tätig.
1935 wanderte Herzberg nach Kanada aus, da ihm aufgrund seiner Ehe mit der promovierten Physikerin Luise Oettinger, die jüdischer Abstammung war, vom Kultusministerium die Lehrbefugnis entzogen und ihm überdies angekündigt worden war, dass sein Anstellungsvertrag an der Technischen Hochschule Darmstadt nicht verlängert werde. An der University of Saskatchewan in Saskatoon fand er zunächst eine Anstellung als Gastprofessor, und bereits nach drei Monaten bekam er eine Dauerstelle als Research Professor für Physik. 1945 wurde er kanadischer Staatsbürger.
Herzberg erhielt 1945 einen Ruf an das Yerkes-Observatorium der University of Chicago auf eine Professorenstelle für Spektroskopie, die er bis 1949 innehatte. Ab 1948 arbeitete er wieder in Kanada, am National Research Council in Ottawa. Außerdem war Herzberg langjähriges Ehrenmitglied im Fachbeirat des Max-Planck-Instituts für Quantenoptik in Garching. 1971 erhielt er den Nobelpreis für Chemie verliehen, „für seine Beiträge zur Kenntnis der elektronischen Struktur und Geometrie von Molekülen, insbesondere von freien Radikalen“.

## Forschung
Durch die Beobachtung zweiatomiger Moleküle konnte Herzberg genaue Werte für Dissoziations- und Ionisierungsenergien ermitteln. Zusammen mit den Nobelpreisträgern Ronald George Wreyford Norrish und George Porter war er an der Entwicklung der Blitzlichtspektroskopie beteiligt. Mit besonderem Interesse verfolgte er die Erforschung instabiler Teilchen sowie die Untersuchung der Struktur mehratomiger Moleküle. Auch in der Weltraumforschung brachte er sein Wissen ein. In Kometen konnte er Borwasserstoff und Kohlenwasserstoff nachweisen. 1959 wies er die Existenz von Methylen, dem einfachsten Carben, mit spektroskopischen Methoden nach.
Herzberg ist im Nachhinein auch für ein Zitat zu frühen Hinweisen auf die Kosmische Hintergrundstrahlung bekannt, wie auch andere erkannte er damals nicht die Tragweite der Entdeckung. In seinem Buch Spectra of diatomic molecules von 1950 schrieb er, dass die Temperatur der Rotationsbewegung von CN-Molekülen im interstellaren Raum 2,3 Kelvin betrug, dies hätte aber nur sehr eingeschränkte Bedeutung. Er spielt dabei auf Beobachtungen von Andrew McKellar von 1940/41 an.
Ihm zu Ehren wurde der hohe kanadische Forschungspreis Gerhard Herzberg Canada Gold Medal for Science and Engineering benannt.

## Auszeichnungen
- 1951: Mitglied der Royal Society
- 1965: Mitglied der American Academy of Arts and Sciences
- 1968: Companion des Order of Canada
- 1968: Mitglied der National Academy of Sciences
- 1969: Willard Gibbs Medal
- 1971: Nobelpreis für Chemie
- 1971: Royal Medal der Royal Society
- 1972: Mitglied der American Philosophical Society[5]
- 1974: Mitglied der Académie royale des Sciences, des Lettres et des Beaux-Arts de Belgique[6]
- 1985: Earle K. Plyler Prize der American Physical Society
- 1987: Der Asteroid (3316) Herzberg wurde nach ihm benannt.
- 1991: Ehrendoktor der Saint Mary’s University Halifax
- 2010: Stolperstein auf dem Gelände der TU Darmstadt, auch für seine Ehefrau Luise[7]

## Publikationen
- Atomspektren und Atomstruktur. 1936.
- Molekülspektren und Molekülstruktur. 1939.
- The spectra and structures of simple free radicals: An introduction to molecular spectroscopy. Dover Books, New York 1971, ISBN 0-48665821-X.
- Molecular Spectra and Molecular Structure: I. Spectra of Diatomic Molecules. Krieger, 1989, ISBN 0-89464268-5.
- Molecular Spectra and Molecular Structure: II. Infrared and Raman Spectra of Polyatomic Molecules. Krieger, 1989, ISBN 0-89464269-3.
- Molecular Spectra and Molecular Structure: III. Electronic Spectra and Electronic Structure of Polyatomic Molecules. Krieger, 1989, ISBN 0-89464270-7.
- Molecular Spectra and Molecular Structure: IV. Constants of Diatomic Molecules. K. P. Huber and G. Herzberg, Van nostrand Reinhold company, New York 1979, ISBN 0-44223394-9.